# Clik Clak
Clik Clak è un videogioco rompicapo basato sul collegamento di ingranaggi, pubblicato nel 1992 per i computer Amiga, Commodore 64 e MS-DOS dalla Idea. Nel 1993 uscì con il titolo Gear Works anche per le console Game Boy e Game Gear, edito da Sony Imagesoft. Sempre come Gear Works venne ripubblicato nel 1993 per Amiga e DOS dalla californiana Hollyware Entertainment, correggendo un bug nella versione Amiga. Una conversione ufficiale uscì forse anche per Windows 3.1, nella raccolta Windows Selection Vol. 3 della giapponese Starcraft Inc.

## Modalità di gioco
Il gioco si svolge su una griglia di perni a schermata statica. Il giocatore deve piazzare delle ruote dentate sui perni, in modo che si trasmettano la rotazione tra di loro. Per completare una schermata si devono collegare tutti gli ingranaggi fissi presenti inizialmente. Per posizionare un ingranaggio si sposta sulla griglia un cursore che ha la sagoma del prossimo ingranaggio da piazzare.
Gli ingranaggi possono essere di tre dimensioni, e il tipo da posizionare di volta in volta viene scelto casualmente. Per poter combaciare, due ingranaggi devono essere alla giusta distanza, e per via della spaziatura fissa tra i perni ciò è possibile solo con alcune combinazioni: gli ingranaggi grandi possono agganciarsi tra loro in orizzontale o verticale, quelli medi in diagonale, quelli piccoli non si toccano mai tra loro ma possono agganciare i grandi in diagonale e i medi in orizzontale o verticale. Di tutte le dimensioni possono esserci occasionalmente ingranaggi bonus colorati e altri che possono ruotare solo in un verso.
Sulla griglia si aggirano anche due creature nemiche chiamate poffin, che saltano da un perno all'altro, distinguibili dal colore: uno cerca periodicamente di rompere i perni, impedendone il futuro uso, l'altro di arrugginire gli ingranaggi.
Il giocatore ha a disposizione tre tipi di attrezzature di aiuto, tutte in quantità limitata:
- bombe, per eliminare uno degli ingranaggi già piazzati (se è diventato di intralcio);
- mirino, per eliminare temporaneamente un poffin sparandogli un proiettile;
- olio lubrificante, per rimettere a nuovo un ingranaggio arrugginito dal poffin.

Ci sono in tutto 12 livelli, ciascuno costituito da una serie di schermate da completare in sequenza. I livelli corrispondono a famosi monumenti del mondo, come la Torre di Pisa e la Sfinge, che vengono trasformati in orologi (in alcune versioni compaiono animazioni umoristiche del monumento a fine livello). Ogni schermata può avere una diversa forma della griglia, e gli ingranaggi fissi, che nelle prime fasi sono solo due ai lati opposti della griglia, successivamente possono diventare numerosi. C'è un sistema di password per iniziare direttamente dai livelli più avanzati.
Per l'intero livello c'è un indicatore della temperatura del motore, sotto forma di una serie di luci colorate. La temperatura aumenta, soprattutto in presenza di ruggine e di blocchi del meccanismo, e se raggiunge il massimo si perde una delle vite.
Quando si completa una schermata si ottengono punti in base a tutti gli ingranaggi collegati, ma anche delle detrazioni in base agli eventuali ingranaggi piazzati ma non collegati al meccanismo. Collegando in particolare gli ingranaggi bonus si ottengono dei gettoni che permettono, tra una schermata e l'altra, di accedere a un gioco bonus: una slot machine dove il giocatore deve cercare di fermare tre simboli per formare delle combinazioni che fanno vincere punti o ricariche delle attrezzature.